# Glider (automóviles)
En los automóviles, un glider o deslizador es un vehículo sin sistema de propulsión (especialmente sin un motor). En general, es un coche nuevo, pero un coche de segunda mano también se puede utilizar. El propósito de tal vehículo es típicamente para que ponerle un motor (como puede ser un motor eléctrico) en el mercado de recambios, para crear nuevas variaciones de los vehículos convencionales o exóticos. En inglés, el término es análogo a una aeronave sin motor (glider o  planeador).

## Kit de deslizador
Un kit de deslizador es un término para un kit utilizado para restaurar o reconstruir un automóvil averiado o desmantelado. Todos los kits incluyen un bastidor, eje delantero y cuerpo (cabina). El kit también puede contener otros componentes opcionales.
Un vehículo de motor construido a partir de un kit de deslizador se titula como un nuevo vehículo.

## Glider usado
Se puede obtener un deslizador modificando un auto usado. La retirada de piezas del vehículo incluye:
- Motor
- Radiador
- Ventilador del radiador fan
- A/C  y condensador de A/C
- Depósito, con tuberías de combustible y bombas y sensores .
- Núcleo del calentador (heater core)
- Batería
- Alternador
- Transmisión
- Embrague
- Frenos / cilindro maestro
- Sistema del silenciador
- Depósito del radiador
- Ignición
- Admisión de aire / filtro
- Motor de arranque

A veces, aunque no es lo habitual, se puede retirar:
- Volante.
- Depósito del líquido lavaparabrisas.
- Dirección asistida.
- Neumático de repuesto.
- Ordenador(es).
- Luces de advertencia, medidores.
- Suspensión.
- Radio.
- Cables.